# Pseudamiops diaphanes
Pseudamiops diaphanes és una espècie de peix pertanyent a la família dels apogònids.

## Descripció
- El mascle pot arribar a fer 3,3 cm de llargària màxima i la femella 3,02.[5][6]

## Hàbitat
És un peix marí, associat als esculls i de clima tropical que viu entre 3 i 25 m de fondària.

## Distribució geogràfica
Es troba al Pacífic oriental central: les illes Hawaii i l'atol Johnston.

## Costums
És bentopelàgic i freqüent de trobar-lo en coves.

## Observacions
És inofensiu per als humans.